# 당회요
당회요(唐會要)는 중국의 북송(北宋)대에 성립된, 오대(五代)의 왕부(王溥, 922년 - 982년)가 저술하여 태조(太祖) 건륭(建隆) 2년(961년)에 완성한 책이다.

## 개요
'회요'란 한 왕조의 국가 제도·역사·지리·풍속·민정을 수록한 역사서의 일종을 가리킨다. 정사로서 편찬된 역사책의 지(志)나 표(表)의 부족한 내용을 보충하는 것이다. 《당회요》는 중국 역사상 최초로 편찬된 회요이자 현존하는 가장 오래된 회요이기도 하다.
본서는, 소면(蘇冕)이 지은 《회요》와 최현(崔鉉) 등이 저술한 《속회요(續會要)》의 속편으로 만들어졌는데, 전적으로 당나라 한 왕조의 정치·경제·문화 등의 각 항목의 제도연혁을 기록하였다. 《통전(通典)》등의 서적과 많은 유사점을 가지고 있지만, 당대의 제도에 관한 기재는 더욱 상세하여 《구당서》에도 기재된 대량의 사료가 실려 있다. 예를 들어 음악지(音樂志)·천문지(天文志) 등은 모두 이 책에서 채집된 것인데, 이 책에 잘못 기재된 것은 《구당서》에도 잘못 기재된 경우가 많다. 또한 신·구《당서》에도 없는 사실들을 많이 기재하고 있어, 《대당기거주(大唐起居注)》·《대당실록(大唐實錄)》이 모두 현존하지 않는 지금은 부분적으로나마 이 책들의 내용을 보존하여 전하고 있는 것이다.
현존하는 것은 청나라 건륭 연간에 정리된 것이다. 《당회요》는 전서100권에 514목(目)을 나누고 조목 밑에는 '잡록'을 두는 등 문류가 제대로 나뉘어 있지 않기에 읽기는 불편하다. 별도로 장침석(張忱石)의 「당회요 인명 색인」이 있어, 검색에 편리하다.
《당회요》뿐 아니라 송나라에서는 유사관(有史館)・편수원(編修院)・국사원(國史院)・실록원(實錄院)・일력소(日曆所)・기거원(起居院)・옥첩소(玉牒所)・성정소(聖政所)・시정기방(時政記房) 등의 기록기구에 회요소(會要所)라는 기구를 더 설치하여 이 회요소에서 모두 2천여 권의 송나라의 회요를 편찬해냈지만, 이심전(李心傳)의 《국조회요총류》(國朝會要總類)를 제외하고는 모두 흩어져버렸다고 한다. 청나라의 고증학자였던 서송(徐松)이 《영락대전》중에서 중요한 부분을 발췌해 《송회요집고》(宋會要輯稿)를 편찬했는데, 원나라나 명나라에서는 회요보다는 회전(會典)의 편찬에 중점이 놓여 있어 회요의 편찬이 다소 소홀하였으나 그 뒤 청나라 초기부터 건륭 시대에 걸쳐, 회전과 더불어 다시 많은 회요가 편찬되었다.

## 참고 문헌
- 古畑徹「『唐會要』の流傳に関する一考察」（『東洋史研究』57-1、1998年）
- 古畑徹研究代表『王溥『唐会要』復元のための基礎的研究』（2000年）

## 같이 보기
- 송회요
- 대명회전